# Dennis Mast
Dennis Mast (* 15. Februar 1992 in Rathenow) ist ein deutscher Fußballspieler, der bei der BSG Chemie Leipzig unter Vertrag stand. 

## Karriere
Der Stürmer wechselte in der Jugend 2009 von Energie Cottbus zum Halleschen FC. 2011 wurde Mast fester Bestandteil der ersten Mannschaft des HFC. Am Ende der folgenden Saison erreichte Dennis Mast unter Trainer Sven Köhler mit Halle den Aufstieg in die 3. Liga. Zur Saison 2013/14 wechselte Mast zum Zweitligaaufsteiger Karlsruher SC, wo er einen Dreijahresvertrag unterschrieb. Für die Saison 2014/15 wurde Mast an den Drittligisten Arminia Bielefeld ausgeliehen. Im November 2014 wurde sein Treffer im Spiel gegen den SV Wehen Wiesbaden als Tor des Monats ausgezeichnet. Am 11. Juni 2015 wechselte Mast endgültig zu Arminia Bielefeld und unterzeichnete einen Dreijahresvertrag bis zum 30. Juni 2018.
Zur Saison 2016/17 wurde er an den Chemnitzer FC verliehen. Dort erzielte er in 35 Einsätzen sieben Tore. Zur Saison 2017/18 wechselte Mast innerhalb der 3. Liga zu den Würzburger Kickers. Er erhielt beim Absteiger einen Vertrag bis zum 30. Juni 2019.
Im April 2019 wurde bekannt, dass der auslaufende Vertrag nicht verlängert wurde und Mast im Sommer 2019 zu seiner ersten Profistation, dem Halleschen FC, zurückkehren wird. Dort unterschrieb der Offensivspieler einen bis 2021 gültigen Vertrag. Im Sommer 2021 verließ er den Verein wieder.
Am 15. Oktober 2021 gab die BSG Chemie Leipzig bekannt, Dennis Mast unter Vertrag genommen zu haben. Der Vertrag lief bis zum 30. Juni 2025.

## Erfolge
- Meister der  3. Fußball-Liga 2015 und Aufstieg in die 2. Fußball-Bundesliga (mit Arminia Bielefeld)
- Tor des Monats November 2014[9]